# Judas Priest
Judas Priest ist eine britische Heavy-Metal-Band aus Birmingham, die seit den 1970er Jahren als eine der einflussreichsten Bands ihres Genres gilt. Ihre Leder- und Nietenkluft setzte Akzente und Lieder wie Breaking the Law, United oder Living After Midnight bescherten der Band über die Metal-Szene hinaus kommerzielle Erfolge.

## Geschichte

### Gründung (1969–1976)
Judas Priest war ursprünglich eine im Jahr 1969 gegründete Blues-Band, die aus dem Sänger Alan Atkins, dem Bassisten Bruno Stapenhill, dem Schlagzeuger John Partige und dem Gitarristen John Perry bestand. Perry starb noch im gleichen Jahr durch Suizid und wurde durch Ernie Chataway ersetzt, der 2014 an Krebs verstarb. Diese Band fiel jedoch nach einigen Jahren wieder auseinander. Der spätere Band-Gitarrist, Kenneth „K. K.“ Downing aus West Bromwich bei Birmingham, wurde nach einem Vorspiel zunächst abgelehnt. Nach der Auflösung der ersten Band stieg der Sänger Alan Atkins in Downings Gruppe Freight ein, der auch Bassist Ian Hill angehörte. Da Downing zuvor beabsichtigte, in der Band von Atkins zu spielen, benannte sich die Band um und verwendete von nun an den Namen Judas Priest. Der Name entstammte Bob Dylans Lied The Ballad of Frankie Lee and Judas Priest vom Album John Wesley Harding.
Die Besetzung mit dem Schlagzeuger John Ellis tourte bis zum Jahr 1973 ohne Plattenvertrag durch Großbritannien, bis Atkins wieder ausstieg. Lediglich zwei Songs nahm die Band in dieser Formation auf, Good Time Woman und We’ll Stay Together. Sue Halford, die Freundin von Ian Hill, brachte nach Atkins’ Ausstieg 1973 ihren Bruder Rob Halford als Sänger und John Hinch (1947–2021) als Schlagzeuger zur Band, die zuvor gemeinsam in der Band Hiroshima gespielt hatten. 1974 stieß Glenn Tipton als Gitarrist zu Judas Priest. Diese Besetzung mit den Gitarristen K. K. Downing und Glenn Tipton, dem Bassisten Ian Hill und dem Sänger Rob Halford hat das Bild von Judas Priest maßgeblich geprägt. Das erste Album Rocka Rolla erschien im Jahr 1974 unter dem Independent-Label Gull Records und enthielt teilweise Songs, welche noch während der Zusammenarbeit mit Atkins entstanden waren, aber von Rob Halford komplett neu eingesungen wurden. Judas Priest spielte zu dieser Zeit Blues und Rock.

### Hinwendung zum Heavy Metal (1976–1980)
Im März 1976 erschien das Album Sad Wings of Destiny, welches mit Songs wie The Ripper, Deceiver, Tyrant, Island of Domination und Victim of Changes bereits deutlich Stilelemente des Heavy Metal aufzeigte. Kurz darauf unterschrieb die Band einen ersten großen Plattenvertrag unter dem Major Label CBS/Columbia.
1977 wurde Sin After Sin veröffentlicht. Mit diesem Album wandte sich Judas Priest erstmals gänzlich dem Heavy Metal zu. Im gleichen Jahr spielte die Band eine erste Tour durch Amerika im Vorprogramm von Led Zeppelin, bei der auch der neu eingestiegene Schlagzeuger Les Binks trommelte. Nach dem großen Erfolg der Tour erschienen die Alben Stained Class und Killing Machine (in Amerika unter dem Namen Hell Bent for Leather). 1978 absolvierte Judas Priest eine erfolgreiche Welttournee; vor allem in Japan fand die Band großen Anklang. 1979 wurde das in Japan aufgenommene Live-Album Unleashed in the East, produziert von Tom Allom, veröffentlicht. 1979 tourte Judas Priest als Vorgruppe von AC/DC, u. a. auch in Deutschland mit mehreren Auftritten. 1979 verließ auch Les Binks die Band und wurde durch Dave Holland ersetzt.

### Höhepunkt (1980–1992)

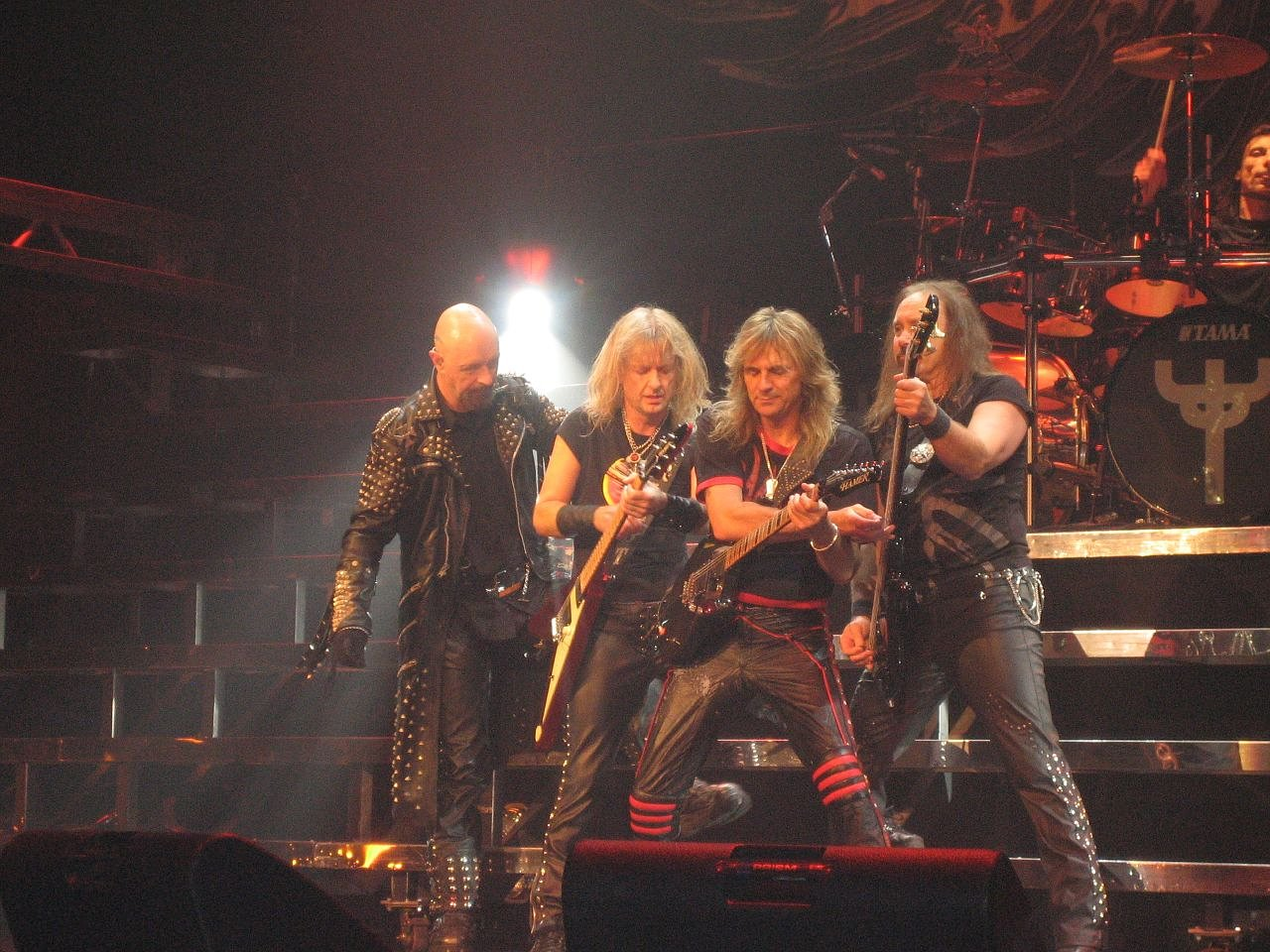
Judas Priest 2005/v. l. n. r.: Rob Halford, K.K. Downing, Glenn Tipton, Ian Hill und Scott Travis (nicht ganz auf dem Bild)

Das Kultalbum der Band mit dem Titel British Steel aus dem Jahr 1980 gilt u. a. als mitverantwortlich für den Boom der Stilrichtung der New Wave of British Heavy Metal. Mit Breaking the Law, Living After Midnight und United enthält das Album einige der bekanntesten Songs von Judas Priest. Erstmals nahm die Band Musikvideos auf. Außerdem erhielten sie eine Goldene Schallplatte für dieses Album. Ein Jahr später erschien ihr Album Point of Entry, auf dem der Härtegrad im Vergleich zu den Vorgängeralben etwas heruntergeschraubt wurde. Es wurden auch drei Video-Clips zu den Songs Heading Out to the Highway, Don't Go und Hot Rockin‘ produziert. Das Album Screaming for Vengeance von 1982 markierte wiederum einen Höhepunkt für Judas Priest und erhielt als Auszeichnung Doppelplatin in Amerika, Platin in Europa sowie in Japan. Im Dezember des Jahres 1983 traten Judas Priest zusammen mit Iron Maiden, den Scorpions, Ozzy Osbourne, Def Leppard und anderen Vertretern des Hard Rock und Heavy Metal beim Festival Rockpop in Concert – The Heavy Metal in der Dortmunder Westfalenhalle auf. Das Zweite Deutsche Fernsehen zeichnete die Konzerte auf und strahlte einige Ausschnitte im Februar 1984 aus.
1984 lieferten Judas Priest mit Defenders of the Faith ihr bis dato härtestes Album ab. Die schnellen Stücke Freewheel Burning und The Sentinel wurden fortan häufig live gespielt und avancierten zu Klassikern. 1985 spielte die Band unter anderem im Rahmen des Live-Aid-Benefizkonzerts.
1986 beschritt die Band mit Turbo musikalisch neue Wege, als erstmals Gitarrensynthesizer verwendet wurden. Das Album löste aufgrund einer behaupteten „kommerziellen Ausrichtung“ Enttäuschung bei vielen alten Fans aus, war aber dennoch erfolgreich und erschloss der Gruppe neue soziale Fanschichten. Wenige Wochen nach Veröffentlichung des Albums Turbo drehten die beiden Filmemacher Jeff Krulik und John Heyn am 31. Mai 1986 auf dem Parkplatz vor der Veranstaltungshalle Capital Centre in Landover, Maryland den 17-minütigen Dokumentarfilm Heavy Metal Parking Lot, aus Anlass eines Konzerts von Judas Priest in der Halle. Im Laufe der Jahre erlangte der musikalische Kurzfilm Kultstatus in der amerikanischen Heavy-Metal-Szene. 1987 erschien das zweite Live-Album Priest…Live!, zu dem es auch eine DVD gibt. 1988 wurde mit Ram It Down das nächste Studioalbum veröffentlicht, auf dem sich die Band wieder mehr dem Heavy Metal zuwendet, allerdings experimentierte man hier mit einem kalten, fast Industrial-artigen Soundgewand. Zu der eigenwilligen Hard-Rock-Interpretation des Chuck-Berry-Klassikers Johnny B. Goode wurde auch ein Musikvideo erstellt. Im Jahr 1990 erschien Painkiller, auf dem der neue Schlagzeuger Scott Travis (u. a. Racer X) mit härterem Sound und Doublebass eine deutliche Veränderung bewirkte.

### Trennung und Wiedervereinigung (ab 1992)

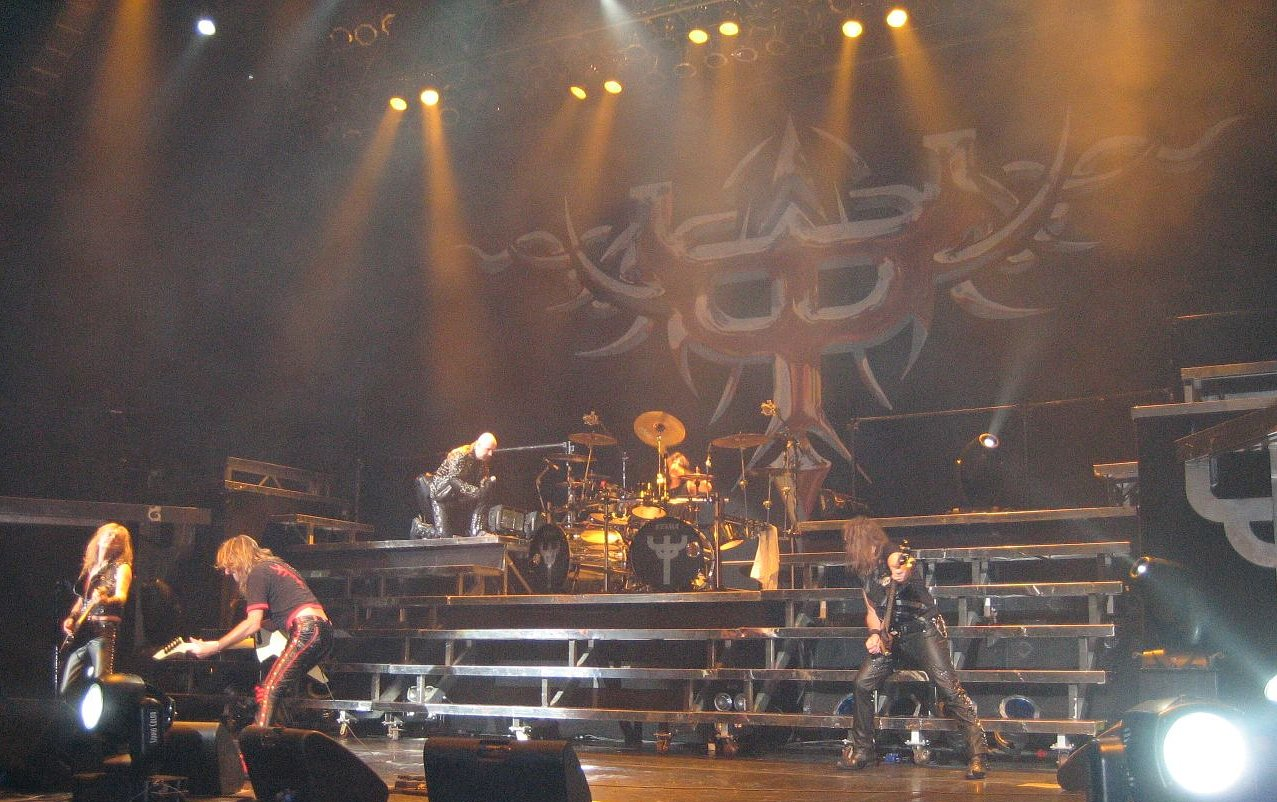
Judas Priest Retribution 2005

Nach Abschluss der Painkiller-Tour 1991 kündigte Sänger Rob Halford seinen Austritt aus der Band an.  1993 erschien das von der Band zusammengestellte Doppelalbum Metal Works, das viele Klassiker, aber auch weniger beachtete Songs von Judas Priest zwischen 1977 und 1990 enthielt. Rob Halford gründete gemeinsam mit Scott Travis Fight. Erst 1997 wurde mit dem neuen Sänger Tim „Ripper“ Owens versucht, die Band wiederzubeleben. Die Alben Jugulator und Demolition sowie das Live-Album Live Meltdown 98 waren kommerziell recht erfolgreich, überzeugten jedoch viele alte Fans nicht. Um eine Wiedervereinigung der Band mit Rob Halford, der mit seinen Soloprojekten durchaus Erfolg hatte, zu ermöglichen, verließ Tim Owens die Band 2003 und wechselte zu Iced Earth, gründete 2005 aber seine eigene Band Beyond Fear. 2004 spielte die wiedervereinigte Band auf dem Ozzfest.
Am 28. Februar 2005 wurde das neue Studioalbum Angel of Retribution veröffentlicht. Eine Live-DVD, die Material der Angel of Retribution Tour enthält, folgte Anfang 2006 unter dem Titel Rising in the East, in Anlehnung an ihr erstes Livealbum, das auch in Japan aufgenommen wurde. Anfang des Jahres 2007 zog sich die Band zur Aufnahme eines „epischen Musicals“, das sich mit dem Leben von Nostradamus beschäftigt, ins Studio zurück. Im April 2008 erschien die erste Single dieses Albums, Nostradamus, im Mai die zweite Single, Visions, die beide auf der Homepage von Judas Priest zu finden sind. Das Album Nostradamus erschien als Doppel-CD am 16. Juni in Europa und am 17. Juni in Amerika. Die damit verbundene Welttournee beinhaltete Songs, die Priest schon seit 20 Jahren nicht mehr gespielt hatten. Auf der US-Tour spielten Priest mit Heaven and Hell und Motörhead zusammen. Im Frühjahr 2009 folgten weitere Konzerte unter dem Motto Priest Feast in Deutschland, Support erhielten sie von Megadeth und Testament. Anfang 2010 erhielt die Band einen Grammy Award for Best Metal Performance für ihr Lied Dissident Aggressor.
Am 7. Dezember 2010 gab die Band bekannt, dass die Epitaph World Tour im Jahr 2011 die letzte große Welttournee sei. Zudem trat die Band auch auf dem Wacken Open Air 2011 auf. Die Band veröffentlichte am 20. April 2011 eine Pressemitteilung, aus der hervorgeht, dass K. K. Downing Judas Priest mit sofortiger Wirkung verlassen und nicht an der Epitaph World Tour teilnehmen werde. Er wurde durch den 31-jährigen Briten Richie Faulkner ersetzt. Als Grund hierfür gab er auf seiner Website weniger seine Gesundheit an, sondern vielmehr Differenzen zwischen ihm, dem Tour-Management sowie der Band. Am 25. August 2011 veröffentlichte die Band ein Boxset mit dem Namen Single Cuts. Es beinhaltet alle 20 CBS-/Columbia-Singles mit insgesamt 52 Songs von 1977 bis 1992. Außerdem ist dem Boxset Fotomaterial beigelegt.
Am 11. Juli 2014 wurde das Studioalbum Redeemer of Souls in Deutschland veröffentlicht. Die Redeemer of Souls Tour von Oktober 2014 bis Dezember 2015 führte Judas Priest auch für fünf Konzerte nach Deutschland (Hamburg, Berlin, Frankfurt, Stuttgart und Oberhausen) sowie auf das Rockavaria Festival in München, zu Rock im Revier in Gelsenkirchen und zum Wacken Open Air. Das Konzert in Wacken wurde unter dem Namen Battle Cry am 25. März 2016 auf CD und am 1. April auf Blu-ray und DVD veröffentlicht. Am 4. Januar 2018 veröffentlichte die Band mit Lightning Strike die erste Single des am 9. März 2018 erscheinenden Studioalbums Firepower.
Am 12. Februar 2018 wurde bekannt, dass Glenn Tipton an der für 2018 geplanten Tour aufgrund seiner bereits 10-jährigen Parkinson-Erkrankung nicht mehr teilnehmen werde. Er wurde durch Andy Sneap ersetzt, der das Album Firepower produziert hat. Nach ihrem Ausscheiden aus der Band traten die beiden jahrzehntelangen Hauptsongwriter, Tipton und Downing, ihre Rechteanteile an den Songs an Musikverlage ab. Tiptons Portfolio ging im März 2021 an den Verlag Reach Music und umfasst nahezu 200 Songs inklusive seiner Solo-Stücke. Tipton ist laut Aussagen der Bandmitglieder allerdings weiterhin aktiv am Songwritingprozess neuer Stücke beteiligt.
Bereits drei Jahre zuvor verkaufte Downing seine Anteile an Round Hill Music – sein Portfolio umfasst 138 Songs, inklusive der Hits Breaking The Law, Living After Midnight und Painkiller.
Im September 2021 erlitt Gitarrist Richie Faulkner bei einem Auftritt der Band beim Louder-Than-Life-Festival in Louisville, Kentucky, während des letzten Songs Painkiller eine Aortendissektion, einen lebensbedrohlichen Einriss der Aortenwand. Da sich unweit des Veranstaltungsorts eine Klinik befindet, konnte er durch eine zehneinhalbstündige Operation gerettet werden. Die Tour von Judas Priest wurde daraufhin unterbrochen.
Anfang 2022 entschied sich die Band, Auftritte nur noch mit Richie Faulkner an der Gitarre zu absolvieren und die Rolle Andy Sneaps wieder auf die Produktionstätigkeit zu beschränken. Dies markierte eine wichtige Zäsur, da die Band seit ihrer Entstehung ausschließlich mit zwei Gitarristen spielte. Sneap selbst war in diese Entscheidung nicht eingebunden. Die Entscheidung führte zu kritischen Stimmen, auch bei Musikerkollegen wie Biff Byford (Saxon). Bereits Mitte Januar 2022 revidierten Judas Priest diese Entscheidung und kündigten an, dass künftige Touren doch mit zwei Gitarren erfolgen würden.
Am 8. März 2024 veröffentlichte die Band ihr 19. Studioalbum Invincible Shield.

## Albencover
Judas Priest arbeitete während ihrer Karriere mit den Grafikern Rosław Szaybo, Doug Johnson und Mark Wilkinson zusammen.
Szaybo entwickelte zwischen 1977 und 1981 fünf Albencover (Sin after Sin, Stained Class, Killing Machine und Point of Entry). Auf dem British Steel-Cover ist seine Hand zu sehen. Er designte zudem das seit 1977 verwendete Bandlogo.
Da die Band mit dem Point of Entry-Cover unzufrieden war, beendete sie die Arbeit mit Szaybo. Doug Johnson designte dann zwischen 1982 und 1986 drei Cover (Screaming for Vengeance, Defenders of the Faith und Turbo).
Schließlich designte Mark Wilkinson von 1988 bis 2024 sieben Albencover, darunter das für Painkiller.
Die 30th Anniversary-Editionen erschienen mit alternativen Coverdesigns. So war die Farbgebung bei Screaming for Vengeance und Turbo eine andere. Das British Steel-Cover zeigte anstatt der Hand eine blutverschmierte Rasierklinge und das Defenders of the Faith-Cover lediglich den Kopf des Metallian-Charakters.

## Rezeption, Musikstil und Einfluss

### Musikalischer Stil
Der Stil von Judas Priest war schon immer im Heavy Metal verwurzelt, und viele ihrer Alben spiegeln verschiedene Aspekte des Genres wider; so ist zum Beispiel ihr Debütalbum Rocka Rolla (1974) hauptsächlich im Heavy Blues Rock verwurzelt. Von Sad Wings of Destiny (1976) bis Stained Class (1978) war der Stil der Band eher progressiv, mit komplexen Gitarrenpassagen und poetischen Texten. Die Songs wechselten oft in Dynamik und Tempo, und die Musik gehörte zu den schwersten ihrer Zeit. Sin After Sin (1977) verwendete eine Kombination aus doppelter Bassdrum (oder "Double Bass") und schnellen 16tel-Bassrhythmen in Verbindung mit schnellen 16tel-Gitarrenrhythmen, die von Black Sabbath, Venom und Motörhead verwendet wurden und das Genre prägten. Während die von Judas Priest verwendeten Double-Bass-Rhythmen im Allgemeinen bedächtig und technisch waren, wurde mit dem Song "Dissident Aggressor" (1977) eine Steigerung von "Tempo und Aggression" vorangetrieben, die später von anderen Bands mit einem wesentlich härteren Ansatz übernommen wurde.
Ab ihrem fünften Album, Killing Machine (1978), begann die Band, einen kommerzielleren, radiotauglicheren Stil in ihre Musik einzubauen. British Steel wurde als das Album bezeichnet, das "mehr als jedes andere festlegte, was wir unter Heavy Metal verstehen". Die Texte und die Musik wurden vereinfacht, und dieser Stil setzte sich bis zu ihrem siebten Album Point of Entry (1981) durch. Mit ihrem achten Album, Screaming for Vengeance (1982), gelang der Band ein Gleichgewicht zwischen diesen beiden Stilen. Dies setzte sich auf Defenders of the Faith (1984) fort. Mit dem Folgealbum Turbo (1986) integrierte die Band Gitarrensynthesizer in ihren typischen Heavy-Metal-Sound. Auf Ram It Down (1988) behielt die Band einige der kommerzielleren Qualitäten von Turbo bei, kehrte aber auch zu dem schnellen Heavy Metal zurück, der auf ihren früheren Werken zu finden war. Dieser rasante Stil wurde mit Painkiller (1990) fortgesetzt. Jugulator (1997) versuchte, einige der zeitgenössischen Groove-Metal-Stile der 1990er Jahre zu übernehmen. Demolition (2001) hat einen eher traditionellen Heavy-Metal-Sound mit Nu-Metal-Elementen. Nach der Rückkehr von Halford für Angel of Retribution und Nostradamus kehrte die Band zum Stil ihrer frühen Alben zurück
Die Popularität der Band und ihr Status als eine der vorbildlichen und einflussreichen Heavy-Metal-Bands hat ihnen den Spitznamen "Metal Gods" eingebracht, der auf ihren gleichnamigen Song zurückgeht.

### Gesangsstil und Einflüsse
Halford hörte sich Little Richard, Elvis Presley, Janis Joplin und Robert Plant an und wurde von ihnen als Sänger beeinflusst. Er lernte durch deren Gesangsdemonstrationen auf Schallplatten, an die Grenzen seiner stimmlichen Fähigkeiten zu gehen und entwickelte einen kraftvollen, opernhaften Gesangsstil mit einer beeindruckenden Bandbreite von tiefen, kehligen Growls bis zu ohrenbetäubenden hohen Schreien mit starkem Vibrato. Er war auch ein Fan von Freddie Mercury, den er als seinen ultimativen Helden bezeichnete.

### Anerkennung in den Medien und Vermächtnis
Judas Priest haben seit den späten 1970er Jahren einen großen Teil der Metal-Musik beeinflusst. Sie wurden von MTV als zweitgrößte Metal-Band aller Zeiten (nach Black Sabbath) eingestuft, und VH1 wählte sie 2010 auf Platz 78 der größten Künstler aller Zeiten. Sie wurden 2018 für die Aufnahme in die Rock and Roll Hall of Fame nominiert, wurden aber übergangen, obwohl sie unter den Top 5 der von den Fans gewählten Nominierten waren. Im Mai 2022 wurde bekannt gegeben, dass die Band 2022 in die Rock and Roll Hall of Fame aufgenommen werden sollte.
Die Band hat bisher über 50 Millionen Tonträger verkauft, darunter 11 Top-30-Alben im Vereinigten Königreich.  In den Vereinigten Staaten hat die Band elf aufeinander folgende Alben mit Gold, Platin oder höher von der RIAA zertifiziert, beginnend mit Sin After Sin von 1977.
Mehrere Metal-Bands haben sich nach Songs und Alben der klassischen Ära von Judas Priest benannt, darunter Sinner, Exciter, Running Wild, Steeler und Tyrant.
Judas Priest wurden sowohl als Einfluss als auch als Inspiration für das Thrash- und Speed-Metal-Genre angeführt, darunter Bands wie Metallica, Megadeth, Slayer, Exodus, Pantera, Anthrax, Sepultura, Testament, Overkill, Voivod, Exciter, Metal Church, Kreator, Destruction, Sodom, Annihilator, Dark Angel, Death Angel, Onslaught, Flotsam and Jetsam, Possessed, Nuclear Assault, Heathen, und Sacrifice.

### Mode
Neben ihrem Sound sind Judas Priest auch dafür bekannt, dass sie die Mode des Heavy Metal revolutioniert haben. In den frühen Jahren der Band trugen sie Outfits im Hippie-Stil der 1970er Jahre, aber als sich das Jahrzehnt dem Ende zuneigte und der Punkrock aufkam, war dieser Look veraltet, so dass die Band auf ihrer Tournee 1978 begann, vereinfachte Kleidung zu tragen. Auf der Tournee 1979 trug Halford seinen inzwischen zum Markenzeichen gewordenen Leder- und Nieten-Look, inspiriert von der Punk-Mode und der Lederkultur. Der Rest der Band nahm einen ähnlichen Stil an, der zur Zeit der Veröffentlichung von Killing Machine (1978) bekannt wurde. Dieser Stil wurde in den frühen 1980er Jahren von vielen Heavy-Metal-Bands übernommen, insbesondere von denen der NWOBHM und der frühen Black-Metal-Bewegung Bis heute ist es nicht ungewöhnlich, dass Metal-Künstler und -Fans bei Konzerten einen solchen Look tragen.
In einem veröffentlichten Zitat auf der Rückseite von K. K. Downings Autobiografie "Heavy Duty: Days and Nights in Judas Priest" sagte Downing, dass Judas Priest "von Anfang an eine kleine Identitätskrise hatten. Es gab immer ein kleines Fragezeichen hinter dem Aussehen der Band. Für mich schien es nie etwas zu sagen – und in den ersten Tagen unserer Karriere sah ich das sogar als etwas Gutes an."
Downing erklärte die persönliche Bedeutung des Looks: "Ich hatte diese Heavy Metal-Attitüde in mir. Ich hatte sie mein ganzes Leben lang. Als ich bei Judas Priest einstieg, wusste ich, dass ich eine Band mit einem tollen Namen hatte. Ich wusste, dass wir eine großartige Band waren ... aber irgendetwas war noch nicht ganz komplett. Das Leder- und Nieten-Image kam dazu und alles begann sich zu vervollständigen. Wir hatten das Albumcover mit der Rasierklinge ... und Heavy Metal war geboren, Kumpel. Ich war ein junger Mann und es kam zu mir. Ungefähr 1976 passierte es dann. Die Band fand Gefallen daran und legte los, wirklich."
Obwohl er schwule Lederfetisch-Kleidung für den Look der Band übernahm, hat Halford erklärt, dass er "kein Interesse an S&M, Dominanz oder dem ganzen queeren Subkult von Leder und Ketten" habe, weil er ein reiner Homosexueller sei. Er ist der Meinung, dass die Fans der damaligen Zeit in dem Leder- und Nieten-Look auch keinen homosexuellen oder perversen Subtext vermuteten. Nach Halfords Coming-out als Homosexueller identifizieren moderne Hörer Judas Priest jedoch oft als Band mit queeren Themen in ihren Texten und ihrer Mode.

### Vorkommnisse um James Vance und Raymond Belknap
1985 planten zwei US-amerikanische Jugendliche, James Vance (damals 20) und Raymond Belknap (19), gemeinsam mit einem Gewehr Selbstmord zu begehen. Am 23. Dezember 1985 trafen sie sich auf einem Spielplatz in Reno (Nevada) und setzten sich unter Drogen. Belknap hielt sich als erster das Gewehr unter das Kinn und erschoss sich. Vance wollte ihm folgen, überlebte aber mit einem von da an grausam entstellten Gesicht. Seine Eltern klagten daraufhin gegen Judas Priest. Ihre Argumentation: Ihr Sohn sei ein zufriedener Junge in einer glücklichen Familie gewesen. Nur die satanische Musik von Judas Priest könne die jungen Männer zu einer solchen Tat getrieben haben.
1990 – James Vance war bereits 1988 an einer Überdosis Medikamente gestorben – kam es zum Verfahren gegen Judas Priest. Im Gerichtssaal in Nevada (wo die gesamte Band auf der Anklagebank saß) wurde daraufhin die Musik von Judas Priest auf versteckte Botschaften untersucht. Es wurden kurze Ausschnitte des Lieds Better by You, Better than Me – der Coverversion eines Liedes der Band Spooky Tooth – vorgespielt, auch sang Halford im Gerichtssaal einige Zeilen dieses Titels. Die Ankläger sahen in diesem Lied einen versteckten Aufruf zum Suizid; es sei die Aufforderung „do it“ („tu es“) im unterschwelligen Bereich versteckt. Die Verteidigung argumentierte, dass die „do-it“-Phrasen zufällig entstanden und zudem keine konkrete Aufforderung seien. Rob Halford kommentierte den Vorwurf, mit unterschwelligen Botschaften zu arbeiten, damit, es wäre kontraproduktiv, seine Fans zum Suizid aufzurufen; er würde es dagegen bevorzugen, die Fans zu mehr Plattenkäufen aufzufordern. Ferner stellte sich im Prozess heraus, dass Vance und Belknap keineswegs die fröhlichen, unbeschwerten Jugendlichen aus harmonischen Familienverhältnissen gewesen waren, als die die Kläger sie darstellten. Sie hatten vielmehr unter erheblichen Anpassungsschwierigkeiten gelitten und Drogenvorgeschichten gehabt, die den Eltern nicht bekannt gewesen waren oder die sie nicht zur Kenntnis genommen hatten. Der Richter entschied, dass die „Botschaften“ zufällige Geräusche, möglicherweise Atemgeräusche Halfords, waren. Die Band wurde freigesprochen.
Rob Halford gab 2007 in einem Interview an, dass er die Tatsache, wegen des Suizids zweier Fans verklagt zu werden, noch immer als völlig absurd ansehe. Er sei jedoch von der amerikanischen Justiz fair behandelt worden.
Die 1991 entstandene Dokumentation Dream Deceivers: The Story Behind James Vance vs. Judas Priest stellt den Prozess und seine Hintergründe ausführlich dar.

### Rock and Roll Hall of Fame
2022 wurden Judas Priest in die Rock and Roll Hall of Fame aufgenommen und mit dem Musical Excellence Award ausgezeichnet. Die Aufnahmezeremonie fand am 5. November 2022 statt. Bei der Feier spielten Judas Priest einen Livegig von drei Songs, bei denen auch die ehemaligen Bandmitglieder K. K. Downing und Les Binks mit auf der Bühne standen.

## Besetzung

Judas Priest live bei With Full Force 2018
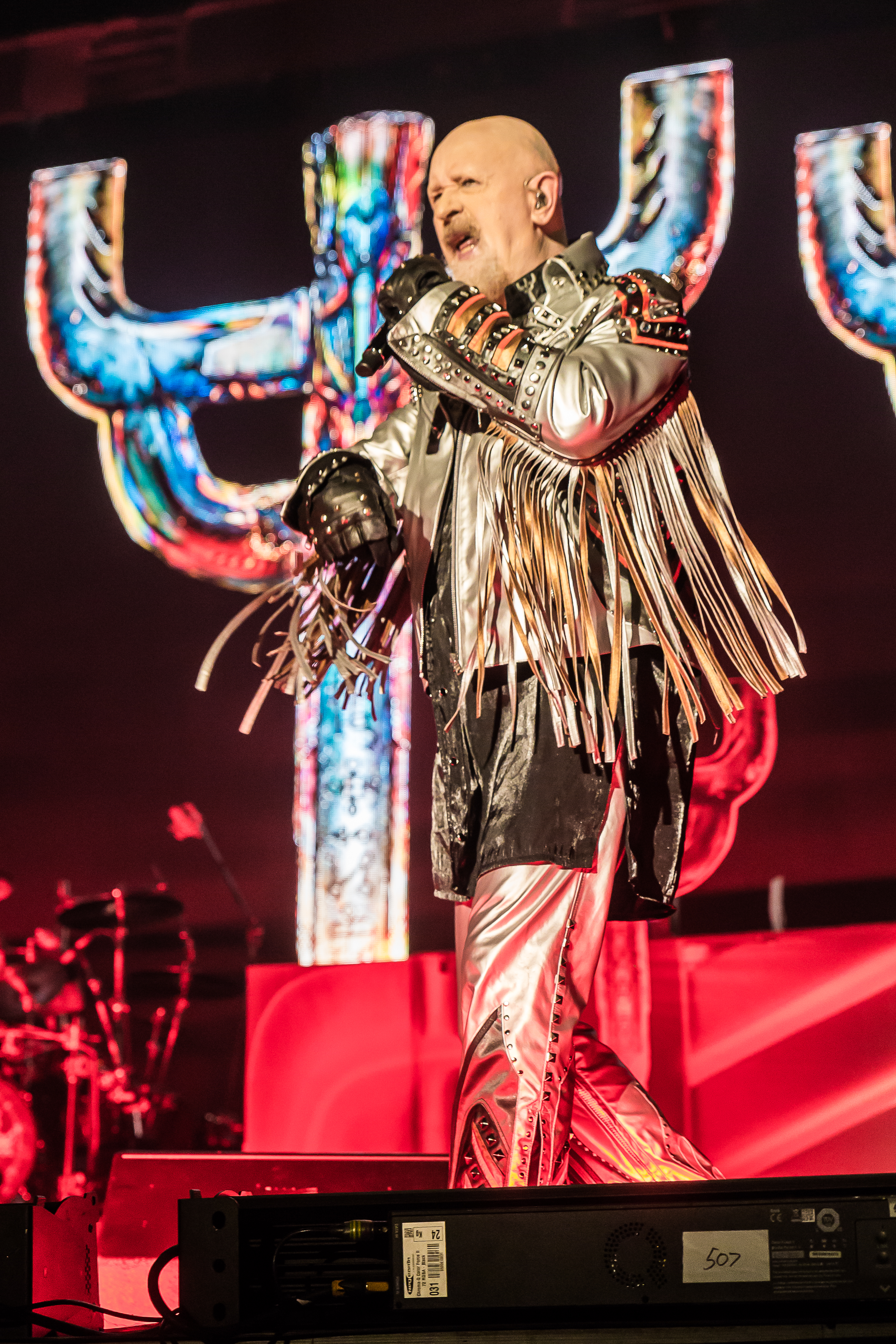
Sänger Rob Halford
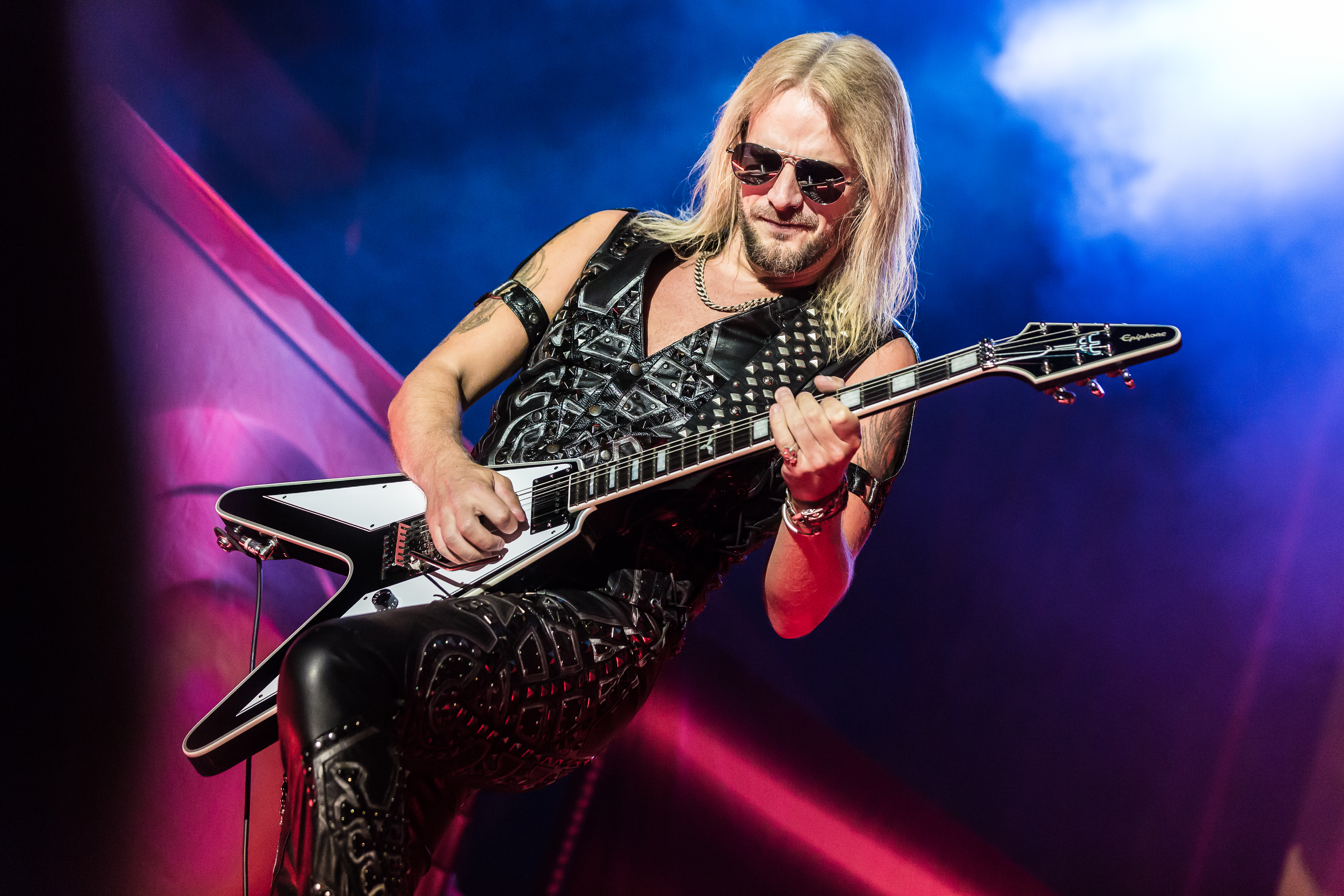
Gitarrist Richie Faulkner
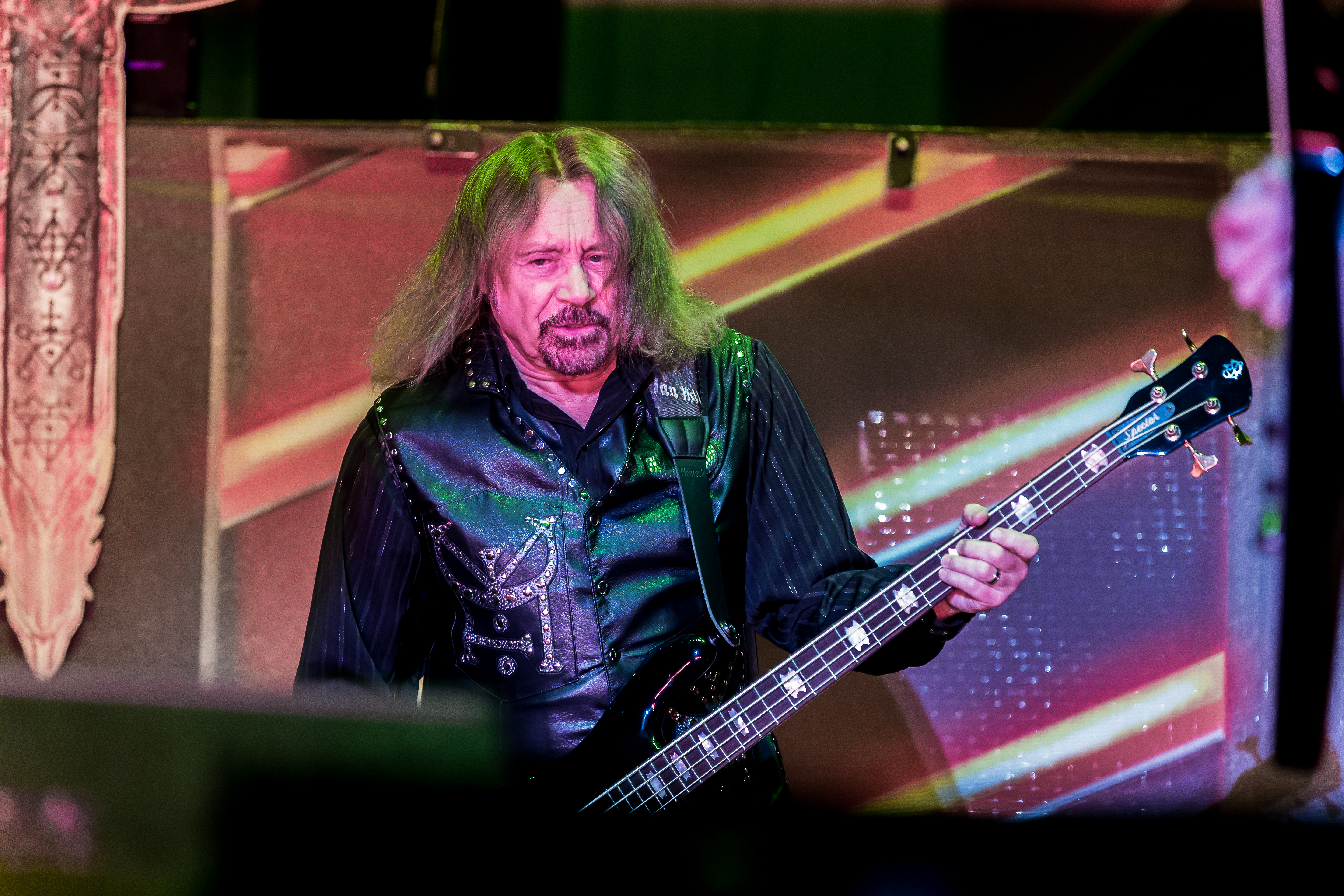
Bassist Ian Hill
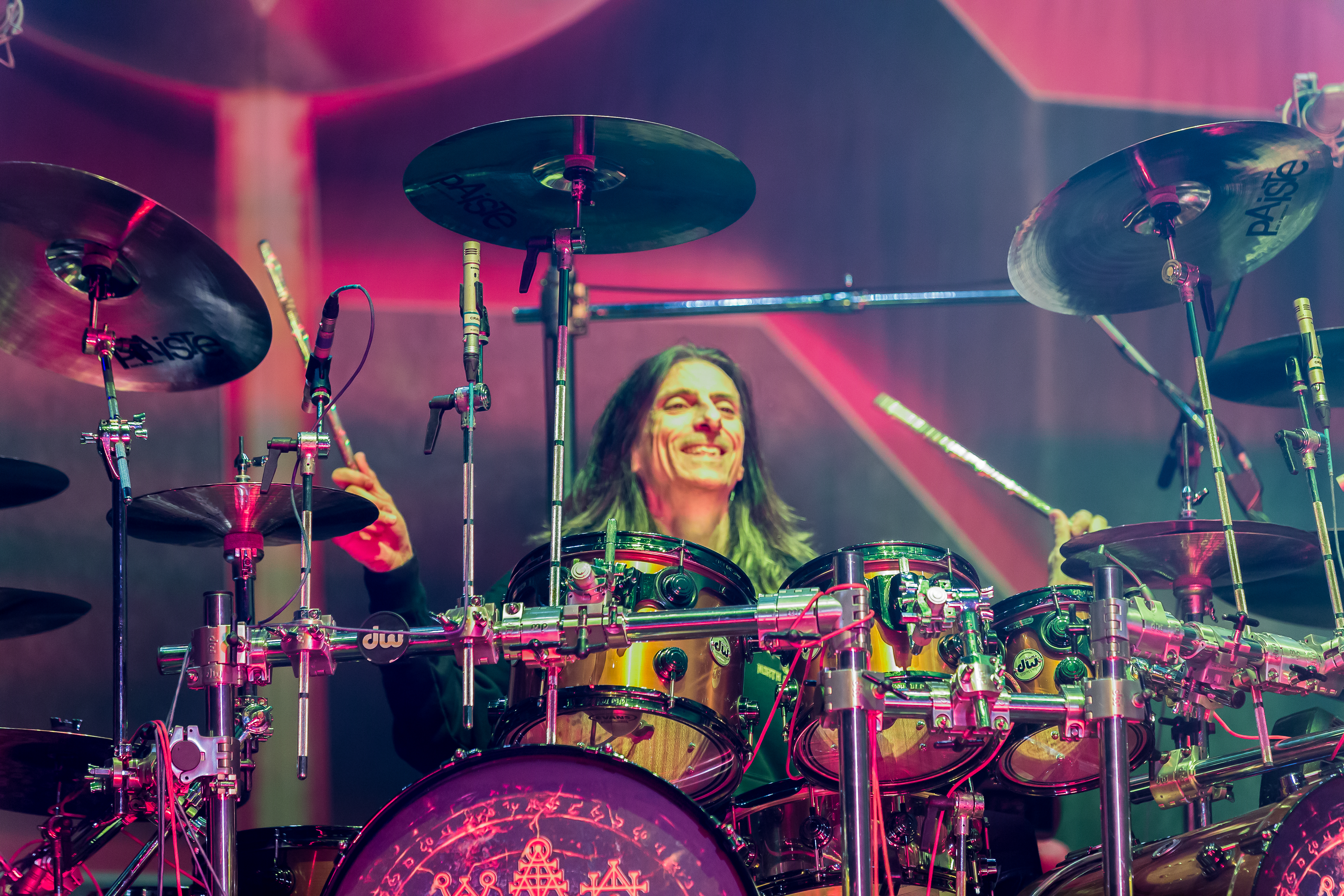
Schlagzeuger Scott Travis
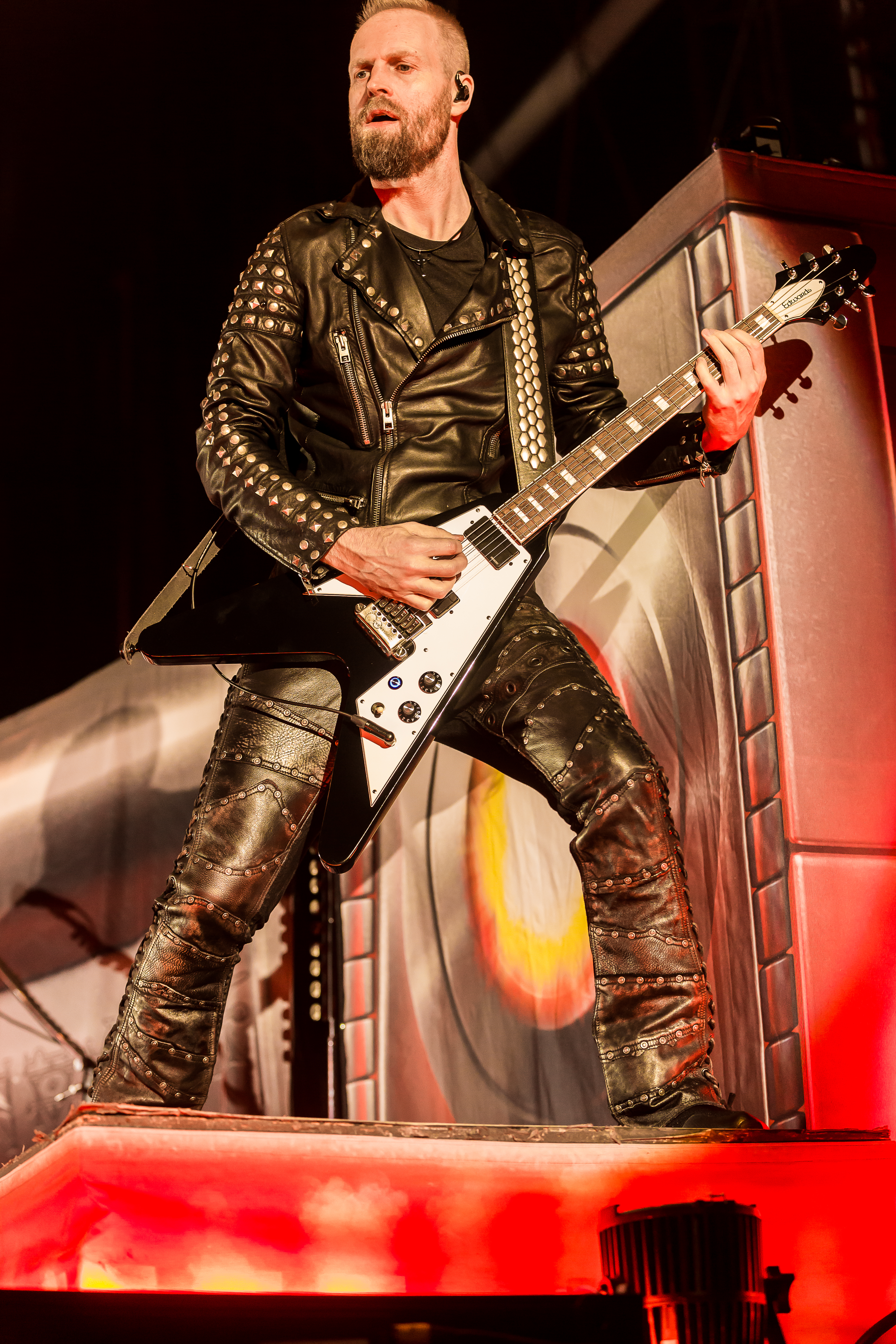
Live-Gitarrist Andy Sneap

## Diskografie
Studioalben

| Jahr | Titel Musiklabel                                                               | Höchstplatzierung, Gesamtwochen, AuszeichnungChartplatzierungen (Jahr, Titel, Musiklabel, Platzierungen, Wochen, Auszeichnungen, Anmerkungen) | Höchstplatzierung, Gesamtwochen, AuszeichnungChartplatzierungen (Jahr, Titel, Musiklabel, Platzierungen, Wochen, Auszeichnungen, Anmerkungen) | Höchstplatzierung, Gesamtwochen, AuszeichnungChartplatzierungen (Jahr, Titel, Musiklabel, Platzierungen, Wochen, Auszeichnungen, Anmerkungen) | Höchstplatzierung, Gesamtwochen, AuszeichnungChartplatzierungen (Jahr, Titel, Musiklabel, Platzierungen, Wochen, Auszeichnungen, Anmerkungen) | Höchstplatzierung, Gesamtwochen, AuszeichnungChartplatzierungen (Jahr, Titel, Musiklabel, Platzierungen, Wochen, Auszeichnungen, Anmerkungen) | Anmerkungen                                                 |
| Jahr | Titel Musiklabel                                                               | DE | AT | CH | UK | US | Anmerkungen                                                 |
| ---- | ------------------------------------------------------------------------------ | --- | --- | --- | --- | --- | ----------------------------------------------------------- |
| 1974 | Rocka Rolla Gull Records (Decca)                                               | — | — | — | — | — | Erstveröffentlichung: 6. September 1974                     |
| 1976 | Sad Wings of Destiny Gull Records (Decca)                                      | — | — | — | — | — | Erstveröffentlichung: 26. März 1976                         |
| 1977 | Sin After Sin Columbia Records (CBS)                                           | — | — | — | UK23 (6 Wo.)UK | US— GoldUS | Erstveröffentlichung: 8. April 1977 Verkäufe: + 500.000     |
| 1978 | Stained Class Columbia Records (CBS)                                           | — | — | — | UK27 (5 Wo.)UK | US173 Gold · (3 Wo.)US | Erstveröffentlichung: 10. Februar 1978 Verkäufe: + 500.000  |
| 1978 | Killing Machine auch bekannt als: Hell Bent for Leather Columbia Records (CBS) | — | — | — | UK32 (9 Wo.)UK | US128 Gold · (7 Wo.)US | Erstveröffentlichung: 9. Oktober 1978 Verkäufe: + 500.000   |
| 1980 | British Steel Columbia Records (CBS)                                           | — | — | — | UK4 Silber · (18 Wo.)UK | US34 Platin · (20 Wo.)US | Erstveröffentlichung: 14. April 1980 Verkäufe: + 1.160.000  |
| 1981 | Point of Entry Columbia Records (CBS)                                          | DE19 (16 Wo.)DE | — | — | UK14 Silber · (5 Wo.)UK | US39 Gold · (25 Wo.)US | Erstveröffentlichung: 26. Februar 1981 Verkäufe: + 560.000  |
| 1982 | Screaming for Vengeance Columbia Records (CBS)                                 | DE23 (9 Wo.)DE | — | — | UK11 (9 Wo.)UK | US17 ×2Doppelplatin · (54 Wo.)US | Erstveröffentlichung: 17. Juli 1982 Verkäufe: + 2.100.000   |
| 1984 | Defenders of the Faith Columbia Records (CBS)                                  | DE21 (13 Wo.)DE | AT51 (1 Wo.)AT | CH12 (6 Wo.)CH | UK19 (5 Wo.)UK | US18 Platin · (38 Wo.)US | Erstveröffentlichung: 4. Januar 1984 Verkäufe: + 1.100.000  |
| 1986 | Turbo Columbia Records (CBS)                                                   | DE28 (13 Wo.)DE | AT51 (1 Wo.)AT | CH26 (2 Wo.)CH | UK33 (4 Wo.)UK | US17 Platin · (36 Wo.)US | Erstveröffentlichung: 15. April 1986 Verkäufe: + 1.100.000  |
| 1988 | Ram It Down Columbia Records (CBS)                                             | DE9 (15 Wo.)DE | AT14 (8 Wo.)AT | CH8 (7 Wo.)CH | UK24 (5 Wo.)UK | US31 Gold · (19 Wo.)US | Erstveröffentlichung: 17. Mai 1988 Verkäufe: + 550.000      |
| 1990 | Painkiller Columbia Records (CBS)                                              | DE7 (14 Wo.)DE | AT22 (2 Wo.)AT | CH14 (9 Wo.)CH | UK26 (2 Wo.)UK | US26 Gold · (20 Wo.)US | Erstveröffentlichung: 3. September 1990 Verkäufe: + 650.000 |
| 1997 | Jugulator Steamhammer (SPV)                                                    | DE9 (5 Wo.)DE | AT34 (3 Wo.)AT | CH43 (1 Wo.)CH | — | US82 (2 Wo.)US | Erstveröffentlichung: 28. Oktober 1997                      |
| 2001 | Demolition Steamhammer (SPV)                                                   | DE16 (5 Wo.)DE | AT50 (3 Wo.)AT | CH72 (2 Wo.)CH | — | US165 (1 Wo.)US | Erstveröffentlichung: 16. Juli 2001                         |
| 2005 | Angel of Retribution Sony BMG (Sony BMG)                                       | DE5 (6 Wo.)DE | AT10 (5 Wo.)AT | CH19 (4 Wo.)CH | UK39 (2 Wo.)UK | US13 (6 Wo.)US | Erstveröffentlichung: 28. Februar 2005                      |
| 2008 | Nostradamus Sony BMG (Sony BMG)                                                | DE5 (11 Wo.)DE | AT13 (8 Wo.)AT | CH12 (5 Wo.)CH | UK30 (1 Wo.)UK | US11 (7 Wo.)US | Erstveröffentlichung: 17. Juni 2008 Verkäufe: + 10.000      |
| 2014 | Redeemer of Souls Columbia Records (Sony)                                      | DE3 (8 Wo.)DE | AT6 (6 Wo.)AT | CH6 (7 Wo.)CH | UK12 (3 Wo.)UK | US6 (7 Wo.)US | Erstveröffentlichung: 8. Juli 2014                          |
| 2018 | Firepower Columbia Records (Sony)                                              | DE2 Gold · (21 Wo.)DE | AT2 (11 Wo.)AT | CH3 (18 Wo.)CH | UK5 (3 Wo.)UK | US5 (3 Wo.)US | Erstveröffentlichung: 9. März 2018 Verkäufe: + 110.000      |
| 2024 | Invincible Shield Columbia Records (Sony)                                      | DE1 (12 Wo.)DE | AT1 (9 Wo.)AT | CH1 (8 Wo.)CH | UK2 (2 Wo.)UK | US18 (1 Wo.)US | Erstveröffentlichung: 8. März 2024                          |

grau schraffiert: keine Chartdaten aus diesem Jahr verfügbar